# Капу Деалулуј (Горж)
Капу Деалулуј (рум. Capu Dealului) насеље је у Румунији у округу Горж у општини Бранешти. Oпштина се налази на надморској висини од 117 m.

## Становништво
Према подацима из 2002. године у насељу је живело 849 становника, од којих су сви румунске националности.